# Bankat
Bankat (em persa: بانكت, também romanizada como Bānḵat; também conhecida como Shamshīrābād) é uma aldeia no distrito rural de Jaber-e Ansar, do condado de Abdanan, na província de Ilam, Irã.
No censo de 2006, sua população era de 297 habitantes, em 59 famílias.